# Lista de senadores do Brasil da 4.ª legislatura
Esta é a lista de senadores do Brasil da 4.ª legislatura do Congresso Nacional. Inclui-se o nome civil dos parlamentares, o partido ao qual eram filiados na data da posse, sua unidade federativa de origem, bem como outras informações. Esta legislatura do Senado Federal durou de 1838 até 1841.

## Presidentes
| Nome do senador | Nome do senador                                     | Imagem | Início do mandato | Fim do mandato | Partido         | Origem                      | Referências             |
| --------------- | --------------------------------------------------- | ------ | ----------------- | -------------- | --------------- | --------------------------- | ----------------------- |
|                 | Manuel Jacinto Nogueira da Gama Marquês de Baependi |        | 1838              | 1838           | Nenhum          | Capitania de Minas Gerais   | [ 3 ] [ 4 ]             |
|                 | Diogo Antônio Feijó                                 |        | 1839              | 1840           | Partido Liberal | Capitania de São Paulo      | [ 3 ] [ 5 ] [ 6 ] [ 7 ] |
|                 | Francisco Vilela Barbosa Marquês de Paranaguá       |        | 1840              | 1841           | Nenhum          | Capitania do Rio de Janeiro | [ 3 ]                   |
|                 | Estêvão Ribeiro de Resende Marquês de Valença       |        | 1841              | 1841           | Nenhum          | Capitania de Minas Gerais   | [ 3 ]                   |

## Senadores
| Imagem                           | Nome                                                                        | Início de mandato    | Fim de mandato       | Partido              | Observações          | Referências e notas  |
| Província de Alagoas             | Província de Alagoas                                                        | Província de Alagoas | Província de Alagoas | Província de Alagoas | Província de Alagoas | Província de Alagoas |
| -------------------------------- | --------------------------------------------------------------------------- | -------------------- | -------------------- | -------------------- | -------------------- | -------------------- |
|                                  | Felisberto Caldeira Brant Pontes de Oliveira Horta 1.º Marquês de Barbacena | 1826                 | 1841                 |                      |                      |                      |
|                                  | D. Nuno Eugênio Lóssio e Seiblitz                                           | 1826                 | 1843                 |                      |                      |                      |
| Província da Bahia               |                                                                             |                      |                      |                      |                      |                      |
|                                  | Manuel Ignácio da Cunha e Menezes 1.º Visconde do Rio Vermelho              | 1826                 | 1852                 |                      |                      |                      |
|                                  | Cassiano Esperidião de Mello e Mattos                                       | 1837                 | 1857                 |                      |                      |                      |
|                                  | Francisco de Souza Paraíso                                                  | 1833                 | 1844                 |                      |                      |                      |
|                                  | Manuel dos Santos Martins Valasques                                         | 1834                 | 1863                 |                      |                      |                      |
|                                  | Manuel Alves Branco 2.º Visconde de Caravelas                               | 1834                 | 1856                 | Partido Liberal      |                      |                      |
|                                  | Francisco Carneiro de Campos                                                | 1826                 | 1842                 |                      |                      |                      |
|                                  | Domingos Borges de Barros Visconde de Pedra Branca                          | 1833                 | 1855                 |                      |                      |                      |
| Província do Ceará               |                                                                             |                      |                      |                      |                      |                      |
|                                  | Manuel do Nascimento Castro e Silva                                         | 1838                 | 1846                 | Partido Liberal      |                      |                      |
|                                  | Pedro José da Costa Barros                                                  | 1827                 | 1841                 |                      |                      |                      |
|                                  | José Martiniano de Alencar                                                  | 1830                 | 1860                 |                      |                      |                      |
|                                  | Miguel Calmon Du Pin e Almeida Marquês de Abrantes                          | 1838                 | 1841                 |                      |                      |                      |
|                                  | João Vieira de Carvalho Marquês de Lages                                    | 1829                 | 1847                 |                      |                      |                      |
| Província do Espírito Santo      |                                                                             |                      |                      |                      |                      |                      |
|                                  | José Thomaz Nabuco de Araújo                                                | 1834                 | 1852                 |                      |                      |                      |
| Província de Goiás               |                                                                             |                      |                      |                      |                      |                      |
|                                  | José Rodrigues Jardim                                                       | 1834                 | 1841                 |                      |                      |                      |
| Província do Grão-Pará           |                                                                             |                      |                      |                      |                      |                      |
|                                  | Nabuco de Araújo                                                            | 1826                 | 1852                 |                      |                      |                      |
| Província do Maranhão            |                                                                             |                      |                      |                      |                      |                      |
|                                  | Patrício José de Almeida e Silva                                            | 1826                 | 1847                 |                      |                      |                      |
|                                  | Antônio Pedro da Costa Ferreira Barão de Pindaré                            | 1834                 | 1860                 |                      |                      |                      |
| Província de Mato Grosso         |                                                                             |                      |                      |                      |                      |                      |
|                                  | José Saturnino da Costa Pereira                                             | 1828                 | 1852                 |                      |                      |                      |
| Província de Minas Gerais        |                                                                             |                      |                      |                      |                      |                      |
|                                  | Antonio Augusto Monteiro de Barros                                          | 1828                 | 1841                 |                      |                      |                      |
|                                  | Manuel Inácio de Melo e Souza Barão de Pontal                               | 1834                 | 1860                 |                      |                      |                      |
|                                  | Bernardo Pereira de Vasconcelos                                             | 1838                 | 1850                 | Partido Conservador  |                      |                      |
|                                  | João Evangelista de Faria Lobato                                            | 1826                 | 1846                 |                      |                      |                      |
|                                  | José Bento Leite Ferreira de Mello                                          | 1834                 | 1841                 | Partido Liberal      |                      |                      |
|                                  | Cândido José de Araújo Viana Marquês de Sapucaí                             | 1838                 | 1870                 | —                    |                      | [ 8 ] [ 9 ]          |
|                                  | Estevão Ribeiro de Rezende Marquês de Valença                               | 1826                 | 1856                 |                      |                      |                      |
|                                  | Marcos Antônio Monteiro de Barros                                           | 1826                 | 1852                 |                      |                      |                      |
|                                  | Manuel Jacinto Nogueira da Gama                                             | 1826                 | 1847                 |                      |                      |                      |
|                                  | Sebastião Luiz Tinoco da Silva                                              | 1826                 | 1841                 |                      |                      |                      |
|                                  | Nicolau Pereira de Campos Vergueiro                                         | 1828                 | 1859                 | Partido Liberal      |                      |                      |
| Província da Paraíba             |                                                                             |                      |                      |                      |                      |                      |
|                                  | Antonio da Cunha Vasconcelos                                                | 1830                 | 1868                 |                      |                      |                      |
|                                  | Manuel de Carvalho Paes de Andrade                                          | 1830                 | 1855                 |                      |                      |                      |
| Província de Pernambuco          |                                                                             |                      |                      |                      |                      |                      |
|                                  | Manuel Caetano de Almeida e Albuquerque                                     | 1826                 | 1855                 |                      |                      |                      |
|                                  | José Inácio Borges                                                          | 1826                 | 1838                 |                      |                      |                      |
|                                  | Antônio Francisco de Paula de Holanda Cavalcanti de Albuquerque             | 1838                 | 1863                 | Partido Liberal      |                      |                      |
|                                  | Pedro de Araújo Lima                                                        | 1834                 | 1872                 | Partido Conservador  |                      |                      |
|                                  | José Carlos Mayrink da Silva Ferrão                                         | 1826                 | 1846                 |                      |                      |                      |
| Província do Piauí               |                                                                             |                      |                      |                      |                      |                      |
|                                  | Luiz José de Oliveira Mendes                                                | 1826                 | 1851                 |                      |                      |                      |
| Província do Rio de Janeiro      |                                                                             |                      |                      |                      |                      |                      |
|                                  | Francisco de Lima e Silva                                                   | 1834                 | 1856                 | —                    |                      |                      |
|                                  | Diogo Antônio Feijó                                                         | 1830                 | 1844                 | Partido Liberal      |                      |                      |
|                                  | Caetano Maria Lopes Gama                                                    | 1839                 | 1864                 |                      |                      |                      |
|                                  | Mariano José Pereira da Fonseca                                             | 1826                 | 1848                 |                      |                      |                      |
|                                  | Francisco Vilela Barbosa                                                    | 1826                 | 1846                 |                      |                      |                      |
|                                  | Lúcio Soares Teixeira de Gouveia                                            | 1834                 | 1841                 |                      |                      |                      |
| Província do Rio Grande do Norte |                                                                             |                      |                      |                      |                      |                      |
|                                  | Francisco Brito Guerra                                                      | 1837                 | 1845                 |                      |                      |                      |
| Província de Santa Catarina      |                                                                             |                      |                      |                      |                      |                      |
|                                  | Lourenço Rodrigues de Andrade                                               | 1826                 | 1844                 |                      |                      |                      |
| Província de São Paulo           |                                                                             |                      |                      |                      |                      |                      |
|                                  | José Feliciano Fernandes Pinheiro                                           | 1826                 | 1847                 |                      |                      |                      |
|                                  | Francisco de Assis Mascarenhas                                              | 1826                 | 1843                 |                      |                      |                      |
|                                  | Francisco de Paula Souza e Melo                                             | 1830                 | 1854                 | Partido Liberal      |                      |                      |
|                                  | Lucas Antônio Monteiro de Barros Visconde de Congonhas do Campo             | 1826                 | 1851                 |                      |                      |                      |
| Província de Sergipe             |                                                                             |                      |                      |                      |                      |                      |
|                                  | José da Costa Carvalho                                                      | 1839                 | 1860                 | Partido Conservador  |                      |                      |
|                                  | José Teixeira da Matta Bacellar                                             | 1826                 | 1838                 |                      |                      |                      |